# Мещерякова, Татьяна Григорьевна
Татьяна Григорьевна Мещерякова (род. 29 июля 1954, Карайчевка, Воронежская область) — российский политический деятель. Депутат Государственной думы V созыва.

## Биография
Родилась 29 июля 1954 года в селе Карайчевка Бутурлиновского района Воронежской области.
Заочно окончила экономический факультет Воронежского сельскохозяйственного института по специальности «Бухгалтерский учет» (1979).
С июня 1972 года в колхозе «Родина» Бутурлиновского района: бухгалтер, впоследствии — инспектор по кадрам; с 1976 по 2004 год работала в спецхозе (ОАО) «Юбилейное» Хохольского района (доращивание и откорм крупного рогатого скота): секретарь-машинистка, бухгалтер, экономист, заместитель директора, в 1994—2004 годах — генеральный директор.
Избиралась в депутаты Хохольского районного Совета народных депутатов[когда?], в Воронежскую областную думу, была заместителем председателя Воронежской областной Думы третьего и четвёртого созывов.

### Депутат Госдумы
2 февраля 2011 года получила вакантный мандат депутата ГД РФ.. Член комитета по образованию. Мандат освободился в связи с переходом Николая Ольшанского  в январе 2011 года в Совет Федерации.